# Dordtse Biesbosch
De Dordtse Biesbosch is een circa 1000 hectare groot gedeelte van de Hollandse Biesbosch. Het is te vinden op het zuidelijke gedeelte van het Eiland van Dordrecht.
De Dordtse Biesbosch ligt aan het Hollandsch Diep en de Nieuwe Merwede naast de Moerdijkbrug ten zuiden van Dordrecht. Bereikbaar vanaf de A16, afslag 20 's Gravendeel, via de N3, richting Dordtse Biesbosch.
De Dordtse Biesbosch bestaat uit diverse 'platen', zoals de Janusplaat, Noorderelsplaat, Hoge Biezenplaat, Tongplaat, Benedenste en Bovenste Beversluisplaat, Koekplaat. Tevens is er het gebied de Stormhoek en de wateren Lepelaarsgat, Noorderdiep en Zeehondengat.
Bij Dordrecht ligt het Biesboschcentrum Dordrecht dat eigendom is van Natuur- en Recreatieschap De Hollandse Biesbosch.